# Friedhofskreuz (Oberreifenberg)
Das Friedhofskreuz in Oberreifenberg ist ein Sandsteinkreuz aus dem Jahr 1733.
Die Herkunft des Kreuzes ist unbekannt. Überlieferungen zufolge stammt es aus Arnoldshain. Das Alter ist jedoch aufgrund eines Chronogramms auf das Jahr 1733 bestimmbar. Im Text des Sockels sind in der Inschrift 15 Buchstaben innerhalb der Wörter in Großbuchstaben geschrieben. Diese stellen römische Ziffern dar, die addiert 1733 ergeben.
| römische Ziffer | Wert |
| --------------- | ---- |
| L               | 50   |
| L               | 50   |
| L               | 50   |
| V               | 5    |
| I               | 1    |
| L               | 50   |
| V               | 5    |
| V               | 5    |
| M               | 1000 |
| V               | 5    |
| V               | 5    |
| V               | 5    |
| I               | 1    |
| I               | 1    |
| D               | 500  |
| Summe           | 1733 |

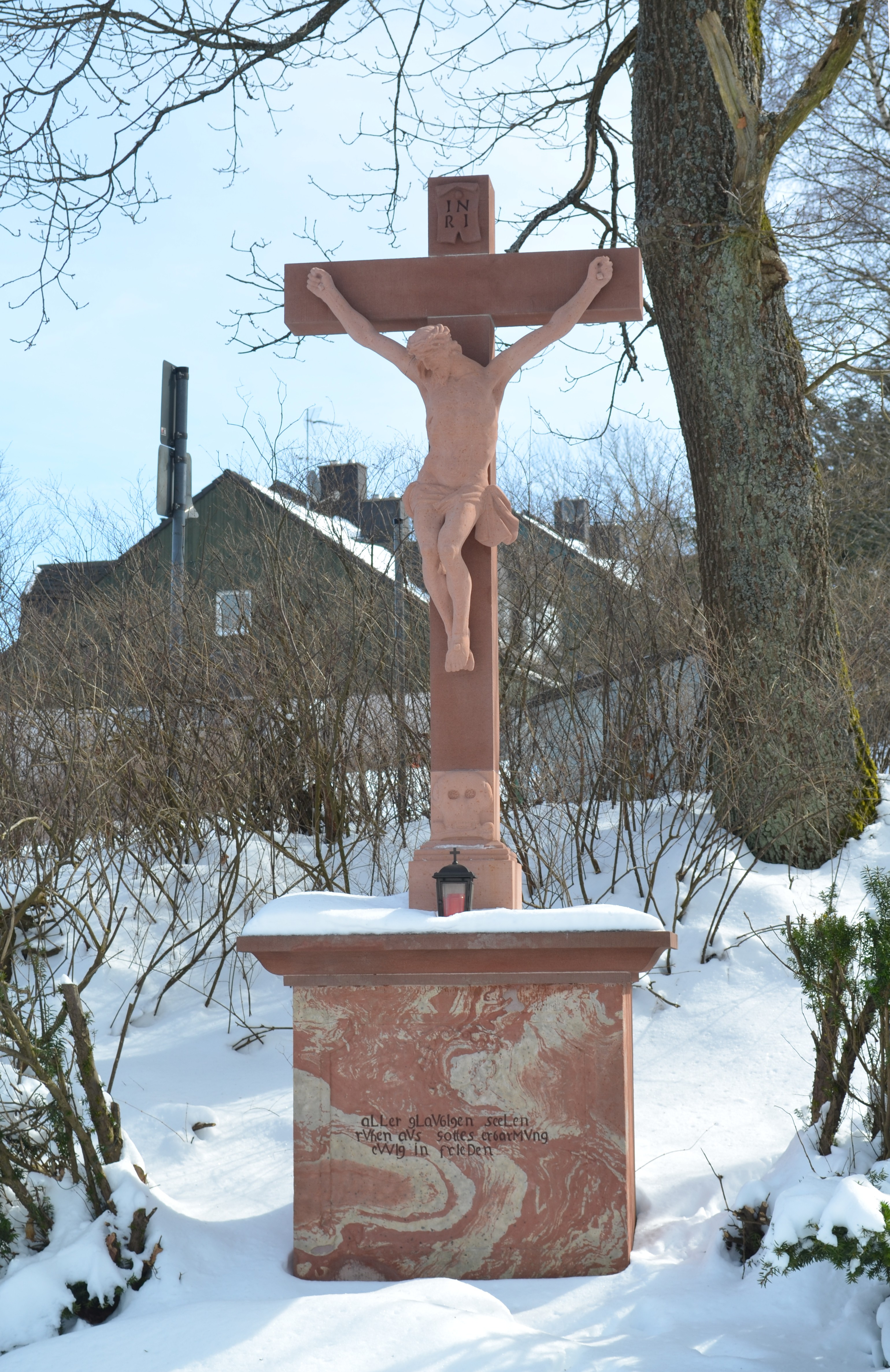
Sandsteinkreuz von 1733

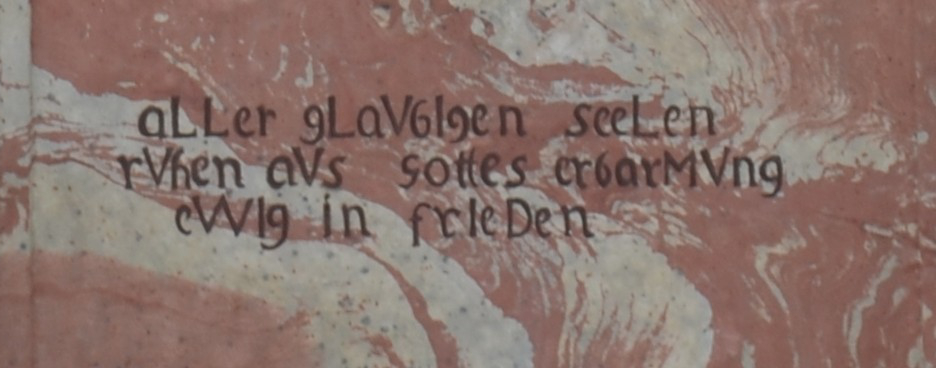
Chronogramm: Addiert man die herausgehobenen Buchstaben, so erhält man das Jahr 1733

Oberhalb der Inschrift befindet sich ein ovales Wappenfeld. Das eigentliche Wappen ist herausgemeißelt. An wen das Kreuz erinnern soll, ist daher unbekannt. Es ist auch möglich, dass der Sockel ursprünglich zu einem anderen Kreuz gehörte. Auf einem Gemälde aus dem Jahr 1835 ist das Kreuz mit einem anderen Sockel dargestellt.
Das Kreuz stand ursprünglich auf dem alten Friedhof von Oberreifenberg. Dieser lag an der Stelle, wo seit Mitte des 19. Jahrhunderts die Kirche des Dorfes steht. Der alte Friedhof wurde geschlossen und das Kreuz 1847 auf den neuen Friedhof versetzt. Am 12. August 1908 wurde das Kreuz innerhalb des Friedhofs umgesetzt und steht seitdem an der heutigen Stelle. Bei Renovierungsarbeiten 1972/73 fand man eine Reihe von Dokumenten aus dem Jahr 1908 im Kreuzesinneren.
Oktober 2009 wurde das Kreuz durch Vandalismus schwer beschädigt, die Arme des Kruzifixus abgerissen und Beine und Körper wurden gebrochen. Am 23. Oktober 2012 wurde das renovierte Kreuz wieder aufgestellt.